# José Meléndez y Bruna
José Meléndez y Bruna (n. Sevilla; 1783 - Sevilla; 23 de diciembre de 1824) fue un marino español.
Jefe de escuadra de la Real Armada Española. Caballero de la Real y Militar Orden de Calatrava.

## Biografía
Nacido en Sevilla en el año 1763, hijo de Antonio Meléndez y Maltés, y de Teresa de Bruna Ahumada y Villalón.
Fallecido en Sevilla el 24 de diciembre de 1824.